# Tratenkogel
Der Tratenkogel (auch Trattekogel oder Drahtekogel) ist ein 1565 m ü. A. hoher Berg in der Rax-Schneeberg-Gruppe.
Er ist die höchste Erhebung zwischen Semmering und Preiner Gscheid und verbindet diese über einen Kammwanderweg. Anstatt eines Gipfelkreuzes befinden sich am bewaldeten Tratenkogel eine markante Ausschilderung und ein Steinkreis.